# Ромі Рейн
Ромі Рейн (англ. Romi Rain; нар. 12 січня 1988, Бостон, Массачусетс, США) — американська порноакторка і еротична модель. Лауреатка нагороди XBIZ Award та інших нагород в області порноіндустрії.

## Біографія
Народилася 12 січня 1988 року в Бостоні. У підлітковому віці працювала в кількох місцях офіціанткою. У 18 років переїхала в Лос-Анджелес, де почала працювати еротичною моделлю в таких виданнях, як Lowrider, а також для сайтів з продажу нижньої білизни і купальників. В 19 років почала виступати як танцюристка стриптизу і в різних клубах міста, чим займалася протягом трьох років.
Увійшла до порноіндустрії у 2012 році, у віці 24 років. З початку працювала з кількома студіями та вебсайтами, такими як Brazzers, PayOnes, Magma Film, Pure Mature, Evil Angel, Lethal Hardcore, Girlfriends Films, Naughty America, Pure Play Media, New Sensations.
У 2018 році отримала премію XBIZ у номінації «Виконавець року».
Знялася в понад 530 фільмах.

## Нагороди та номінації

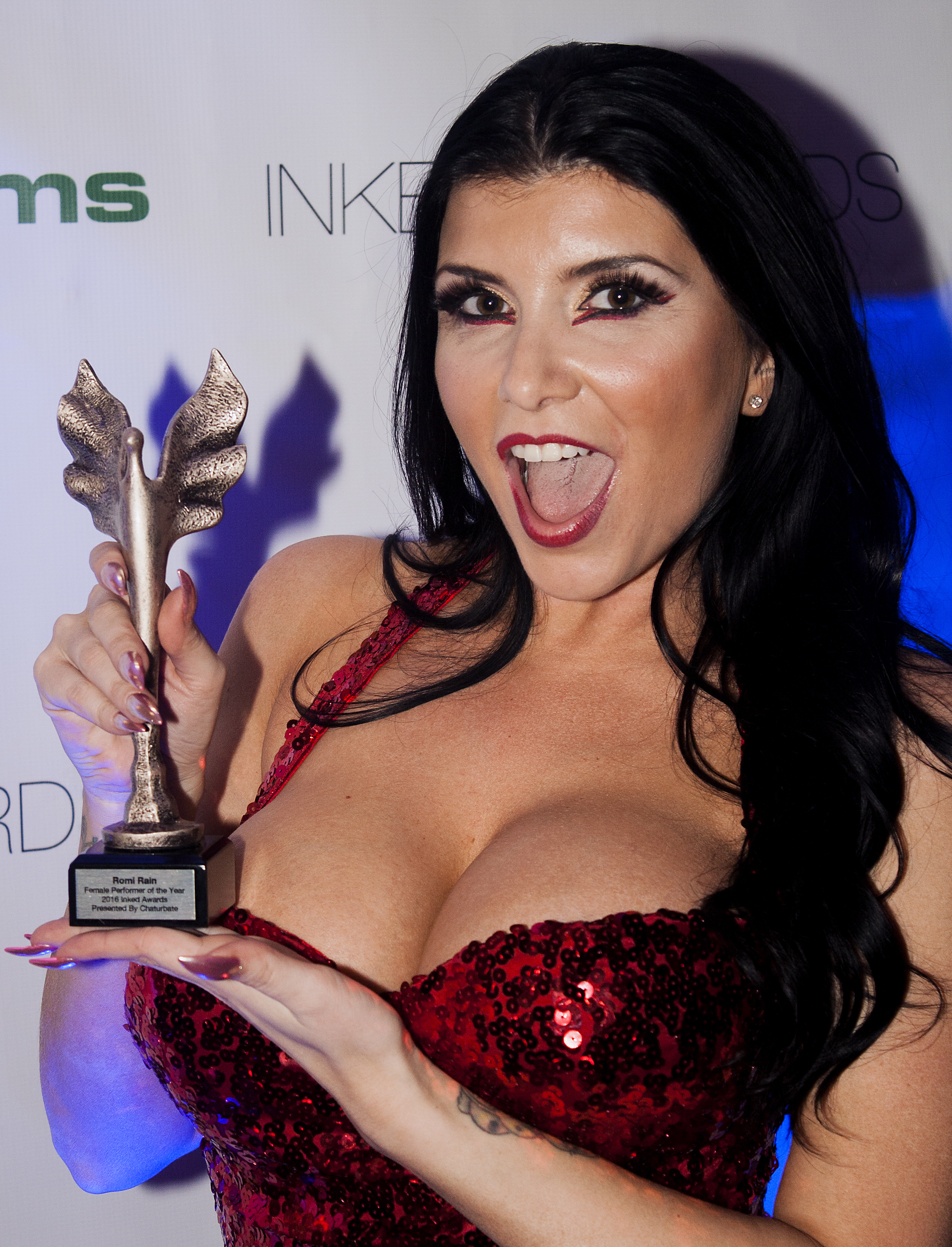
Ромі Рейн на церемонії вручення Inked Awards, 2016 рік

| Рік  | Церемонія                      | Результат | Номінація                                                      | Робота                                   |
| ---- | ------------------------------ | --------- | -------------------------------------------------------------- | ---------------------------------------- |
| 2013 | Xcritic Editor's Choice Awards | Перемога  | Особливе визнання                                              | -                                        |
| 2014 | AVN Awards                     | Номінація | Краща групова сексуальна сцена                                 | Madison's Mad Mad Circus                 |
| 2014 | AVN Awards                     | Номінація | Краща сцена стриптизу                                          | Soaking Wet                              |
| 2014 | Inked Awards                   | Номінація | Акторка року                                                   | -                                        |
| 2014 | Inked Awards                   | Номінація | Краща сідниця                                                  | -                                        |
| 2014 | Nightmoves                     | Номінація | Best Ink                                                       | -                                        |
| 2014 | Nightmoves                     | Номінація | Кращі груди                                                    | -                                        |
| 2014 | Nightmoves                     | Номінація | Кращий новий талант                                            | -                                        |
| 2014 | Nightmoves Fan Awards          | Перемога  | Best Ink                                                       | -                                        |
| 2014 | Nightmoves Fan Awards          | Номінація | Кращі груди                                                    | -                                        |
| 2014 | Nightmoves Fan Awards          | Номінація | Кращий новий талант                                            | -                                        |
| 2014 | XBIZ Award                     | Номінація | Краща нова старлетка                                           | -                                        |
| 2015 | AVN Awards                     | Номінація | Краща оральна сексуальная сцена                                | SeXXXploitation Of Romi Rain             |
| 2015 | AVN Awards                     | Номінація | Вибір прихильників: краща порноакторка                         | -                                        |
| 2015 | AVN Awards                     | Номінація | Краща сцена мастурбації                                        | SeXXXploitation Of Romi Rain             |
| 2015 | AVN Awards                     | Номінація | Краща потрійна сцена                                           | Romi Rain Darkside                       |
| 2015 | AVN Awards                     | Номінація | Краща виконавиця року                                          | -                                        |
| 2015 | AVN Awards                     | Номінація | Краща акторка                                                  | Laws Of Love                             |
| 2015 | AVN Awards                     | Номінація | Краща групова сексуальна сцена                                 | Baby Got Boobs 14                        |
| 2015 | AVN Awards                     | Номінація | Краща групова сексуальна сцена                                 | Orgy Initiation of Lola                  |
| 2015 | AVN Awards                     | Номінація | Краща групова сексуальна сцена                                 | Orgy Masters 4                           |
| 2015 | Inked Awards                   | Номінація | Кращий орал                                                    | -                                        |
| 2015 | Inked Awards                   | Перемога  | Виконавиця року                                                | -                                        |
| 2015 | Nightmoves                     | Перемога  | Кращі груди                                                    | -                                        |
| 2015 | Nightmoves Fan Awards          | Номінація | Кращі груди                                                    | -                                        |
| 2015 | Spank Bank Awards              | Номінація | Проривна зірка року                                            | -                                        |
| 2015 | Spank Bank Awards              | Номінація | Найсексуальніша леді                                           | -                                        |
| 2015 | Spank Bank Awards              | Номінація | Mattress Actress of the Year                                   | -                                        |
| 2015 | Spank Bank Awards              | Номінація | The Contessa of Cum                                            | -                                        |
| 2015 | Spank Bank Awards              | Номінація | Cocksucker of the Year                                         | -                                        |
| 2015 | Spank Bank Technical Awards    | Перемога  | Total Jackoff Material                                         | -                                        |
| 2015 | XBIZ Award                     | Номінація | Краща акторка в парному сексі                                  | Laws Of Love                             |
| 2015 | XBIZ Award                     | Номінація | Краща сексуальна сцена в парному фільмі або тематиці           | Laws Of Love                             |
| 2015 | XBIZ Award                     | Номінація | Краща виконавиця року                                          | -                                        |
| 2015 | XRCO Award                     | Перемога  | Краща акторка                                                  | Laws Of Love                             |
| 2016 | AVN Awards                     | Номінація | Краща виконавиця року                                          | -                                        |
| 2016 | AVN Awards                     | Номінація | Краща групова сексуальна сцена                                 | Brazzers House                           |
| 2016 | AVN Awards                     | Номінація | Вибір шанувальників: улюблена порноакторка                     | -'                                       |
| 2016 | AVN Awards                     | Номінація | Краща потрійна сцена                                           | My Sinful Life                           |
| 2016 | AVN Awards                     | Номінація | кращий сайт року                                               | www.romirain.com                         |
| 2016 | AVN Awards                     | Номінація | Краща оральна сексуальна сцена                                 | Triple BJs                               |
| 2016 | Nightmoves                     | Номінація | Кращі груди                                                    | -                                        |
| 2016 | Nightmoves Fan Awards          | Номінація | Кращі груди                                                    | -                                        |
| 2016 | Spank Bank Awards              | Номінація | Most Comprehensive Utilization of All Orifices                 | -                                        |
| 2016 | Spank Bank Awards              | Номінація | Найсексуальніший вокал                                         | -                                        |
| 2016 | Spank Bank Awards              | Номінація | Краща сексуальна леді                                          | -                                        |
| 2016 | Spank Bank Awards              | Номінація | Брюнетка року                                                  | -                                        |
| 2016 | Spank Bank Awards              | Номінація | Hardest Working Ho in Ho Biz                                   | -                                        |
| 2016 | Spank Bank Awards              | Номінація | Most Luxurious Labia                                           | -                                        |
| 2016 | Spank Bank Awards              | Перемога  | Boobalicious Babe of the Year                                  | -                                        |
| 2016 | Spank Bank Technical Awards    | Перемога  | Total Jackoff Material                                         | -                                        |
| 2016 | Spank Bank Technical Awards    | Перемога  | Most Likely To Growl While Fucking                             | -                                        |
| 2016 | Spank Bank Technical Awards    | Перемога  | Кращий Spitter                                                 | -                                        |
| 2016 | XBIZ Award                     | Номінація | Краща виконавиця року                                          | -                                        |
| 2016 | XBIZ Award                     | Перемога  | краща сексуальна сцена в парному фільмі або тематиці           | My Sinful Life                           |
| 2016 | XBIZ Award                     | Номінація | Краща сексуальна сцена gonzo                                   | Brazzers House                           |
| 2016 | Inked Awards                   | Перемога  | Виконавиця року                                                | -                                        |
| 2016 | Inked Awards                   | Номінація | Кращий орал                                                    | -                                        |
| 2016 | Inked Awards                   | Номінація | Краща групова сцена                                            | Deadly Rain                              |
| 2016 | XRCO Award                     | Номінація | Краща жіноча робота року                                       | -                                        |
| 2016 | XRCO Award                     | Номінація | Superslut року                                                 | -                                        |
| 2017 | AVN Awards                     | Номінація | Краща лесбійська сцена                                         | Ghostbusters XXX Parody                  |
| 2017 | AVN Awards                     | Номінація | краща анальна сексуальна сцена                                 | In the Ass at Last                       |
| 2017 | AVN Awards                     | Номінація | Краща потрійна сцена                                           | Deadly Rain                              |
| 2017 | AVN Awards                     | Номінація | Вибір шанувальників: краща акторка                             | -                                        |
| 2017 | AVN Awards                     | Номінація | Вибір шанувальників: кращі груди                               | -                                        |
| 2017 | AVN Awards                     | Номінація | Вибір шанувальників: медіазірка                                | -                                        |
| 2017 | Spank Bank Awards              | Номінація | Брюнетка року                                                  | -                                        |
| 2017 | Spank Bank Awards              | Номінація | Best All Around Porn Goddess                                   | -                                        |
| 2017 | Spank Bank Awards              | Номінація | Краще тіло                                                     | -                                        |
| 2017 | Spank Bank Awards              | Перемога  | Contessa of Cum                                                | -                                        |
| 2017 | Spank Bank Awards              | Номінація | Cuckold Connoisseur of the Year                                | -                                        |
| 2017 | Spank Bank Awards              | Номінація | Mattress Actress of the Year                                   | -                                        |
| 2017 | Spank Bank Awards              | Номінація | Татуйована виконавиця року                                     | -                                        |
| 2017 | Spank Bank Awards              | Номінація | The Dirtiest Player in the Game                                | -                                        |
| 2017 | Spank Bank Awards              | Номінація | Best 'Just Got Fucked' Hair                                    | -                                        |
| 2017 | Spank Bank Awards              | Номінація | Boobalicious Babe of the Year                                  | -                                        |
| 2017 | Spank Bank Awards              | Номінація | Most Comprehensive Utilization of All Orifices                 | -                                        |
| 2017 | Spank Bank Awards Technical    | Перемога  | Most Likely To Crush You in a Debate AND Kick You in the Balls | -                                        |
| 2017 | Spank Bank Awards Technical    | Перемога  | Краща сідниця                                                  | -                                        |
| 2017 | Inked Awards                   | Перемога  | Mejor culo                                                     | -                                        |
| 2017 | XBIZ Award                     | Номінація | Краща виконавиця року                                          | -                                        |
| 2017 | XBIZ Award                     | Номінація | Краща акторка в парному сексі                                  | Open Relationship                        |
| 2017 | XBIZ Award                     | Номінація | Краща сексуальна сцена в парному фільмі або тематиці           | The Switch                               |
| 2017 | XRCO Award                     | Номінація | Orgasmic Analist                                               | -                                        |
| 2018 | AVN Awards                     | Номінація | Краща акторка                                                  | Justice League XXX: An Axel Braun Parody |
| 2018 | AVN Awards                     | Номінація | Краща групова сексуальна сцена                                 | Justice League XXX: An Axel Braun Parody |
| 2018 | AVN Awards                     | Номінація | Краще сольне виконання                                         | MILF Fidelity                            |
| 2018 | AVN Awards                     | Номінація | Премія фанатів: краща акторка                                  | -                                        |
| 2018 | AVN Awards                     | Номінація | Премія фанатів: кращий сайт акторки                            | RomiRain.com                             |
| 2018 | XBIZ Award                     | Перемога  | Виконавиця року                                                | -                                        |
| 2018 | XBIZ Award                     | Номінація | Краща акторка — повнометражний фільм                           | Justice League XXX: An Axel Braun Parody |
| 2018 | XBIZ Award                     | Номінація | Краща акторка — повнометражний фільм                           | Queen of Thrones: A XXX Parody           |
| 2018 | XBIZ Award                     | Номінація | Краща сексуальна сцена                                         | Justice League XXX: An Axel Braun Parody |

## Вибрана фільмографія
- 2012 Fit Fucks
- 2013 I Love Dani Daniels
- 2013 Assume the Position,[15]
- 2014 Lesbian Touch 3
- 2014 Epic Tits,[16]
- 2014 Laws of Love,[17]
- 2014 Romi Rain Darkside[18]
- 2015 2 Chicks Same Time 20
- 2015 Dirty Talk[19]
- 2015 POV Jugg Fuckers 6[20]
- 2016 Desperate For Pussy 1
- 2016 Rack Focus,[21]
- 2016 Big Titty Creampies,[22]
- 2016 Massive Boobs 2,[23]
- 2017 An Anal Affair
- 2018 Lesbian Seductions: Older/Younger 61